# Liste von Persönlichkeiten aus Mesocco

Wappen von Mesocco

Diese Liste enthält in Mesocco in der Schweiz geborene Persönlichkeiten und solche, die in Mesocco ihren Wirkungskreis hatten, ohne dort geboren zu sein. Die Liste erhebt keinen Anspruch auf Vollständigkeit.

## Persönlichkeiten
(Sortierung nach Geburtsjahr)

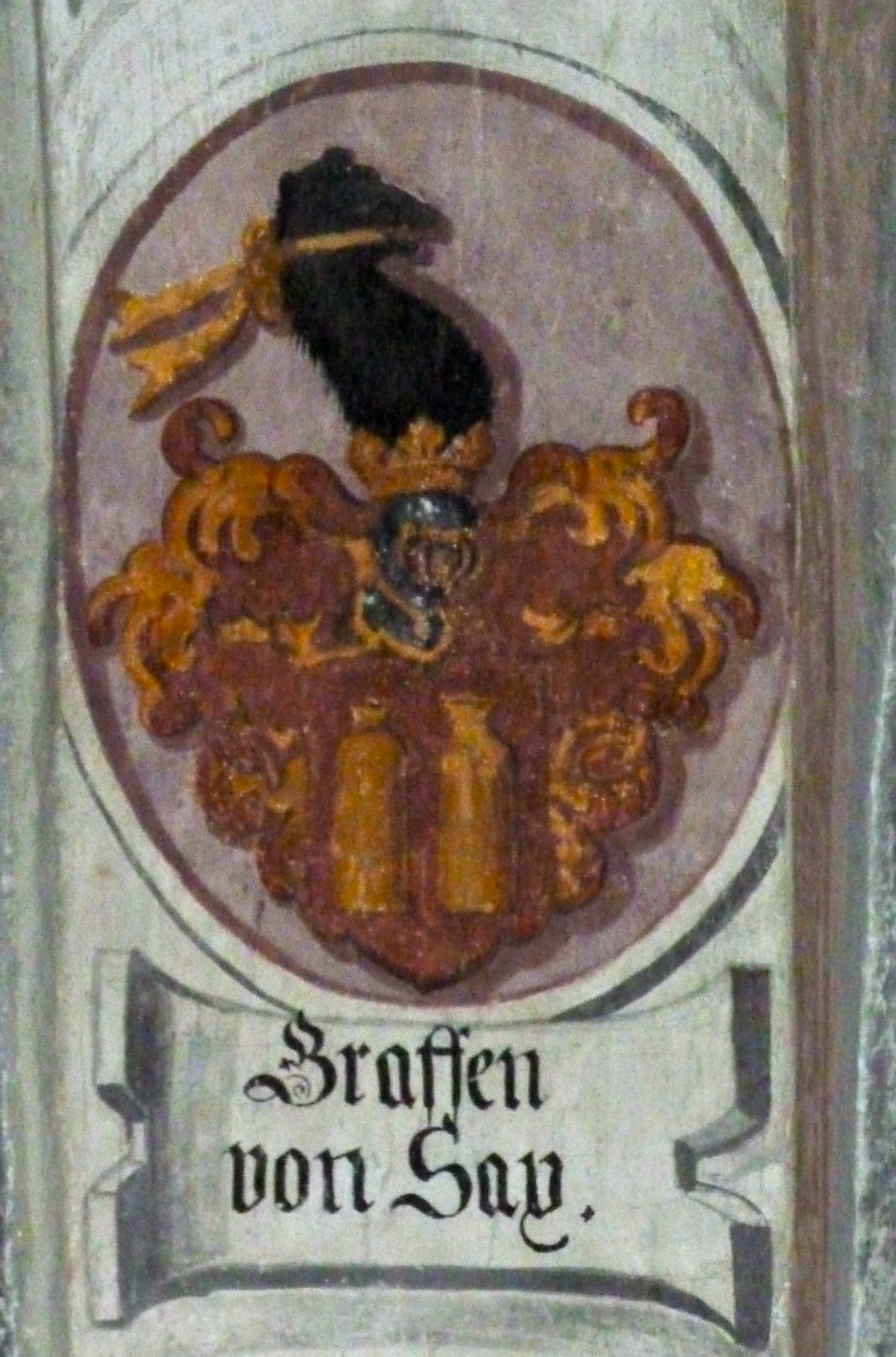
Wappen der Grafen von Sax-Misox in der Kathedrale von Chur

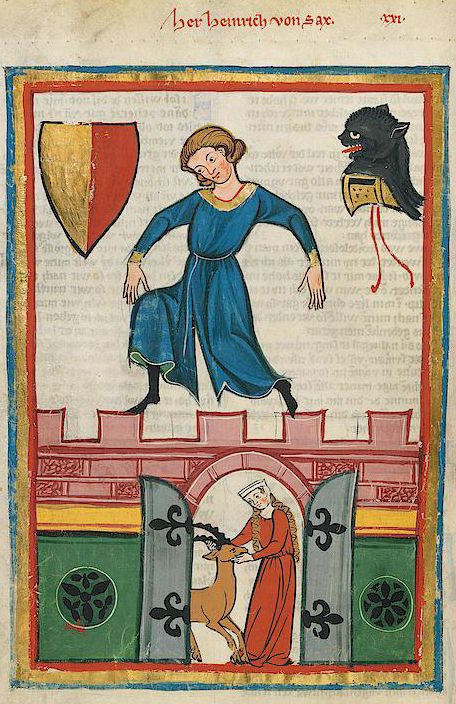
Heinrich von Sachs im Codex Manesse

- Die Freiherren von Sax Freiherren und Grafen, Hochadelsgeschlecht.[1][2]
  - Albert I (* um 1110; nach 1168), Albertus de sancto Victore stiftet 1168 für sich und seinen Sohn Heinrich eine Jahrzeit. Gemäss dieser Urkunde wären die Sax seit ca. 1138 im Besitz der Mesolcina, die sie als Anhänger der Staufen von diesen als Lehen erhielten[1][2][3]
  - Eberhard de Sacco (* um 1137/1139 in Mesocco; nach 1210), Bruder des Heinrich, Frühester bezeugter Vertreter der Familie, Vormund der Grafen von Gamertingen, als diese 1139 ihren Besitz im Oberengadin dem Bischof von Chur verkaufen  bezeichnet in der Schenkung des Bodens für die Kirche von Misox 1210[1][2]
  - Ulrich von Sax (Abt) (um 1160–1220), Sohn des Albrecht, Abt, Portarius (Pförtner) des Klosters St. Gallen
  - Heinrich I. von Sax (um 1180–1247), (vermutlich ab 1213) Klostervogt von Disentis, von Friedrich II. (HRR) 1220 mit der Grafschaft Blenio und der Herrschaft Monte Dongo am Comer See belohnt.
  - Albert (* um 1180; nach 1208 in Mesocco), Vogt von Pfäfers auf Wartenstein 1208.[2][3]
  - Heinrich von Sax (* um 1194; nach 1236), Sohn des Albert, erhielt die Burg Clanx bei Appenzellerland und durch Heirat mit einer Tochter aus dem Geschlecht von Torre die Herrschaft Misox; wird bis 1289 genannt, war auch Minnesänger und hinterliess ein Tanzlied und drei Frühlingslieder.[2]
  - Wolchard von Sax (* um 1195; nach 1237), Domherr zu Chur 1237[2]
  - Hermann von Sax (* um 1210; nach 1251), Domkantor zu Chur 1251[2]
  - Albert II (* um 1210–nach 1248 in Mesocco), Vogt von Pfäfers bis 1257. Ihm leisten die Brüder Jakob und Hubert von Rialle (Formazza), die ersten Walser im oberen Rheinwald, 1274 den Lehenseid.[2][3]
  - Albert III (* um 1215–nach 1257 in Mesocco)[2][3]
  - Caspar von Sax-Misox (1362–1390)[2][3]
  - Johann von Sax-Misox (1365–1427), erstmals erwähnt 1400; † 1427 in Castrisch, Freiherr, ab 1413 Graf[1]
  - Albert von Sax, (1370–1406), nach dem Tod des Herzog Gian Galeazzo Visconti von Mailand eroberten die Sax 1403 die Feste Bellinzona
  - Donat von Sax-Misox (1400–1423)[1]
  - Heinrich II. von Sax-Misox (1427–1488), Graf[4][3]
  - Johann Peter von Sax-Misox (1462–1540), letzter Graf von Sax-Misox[5][3]

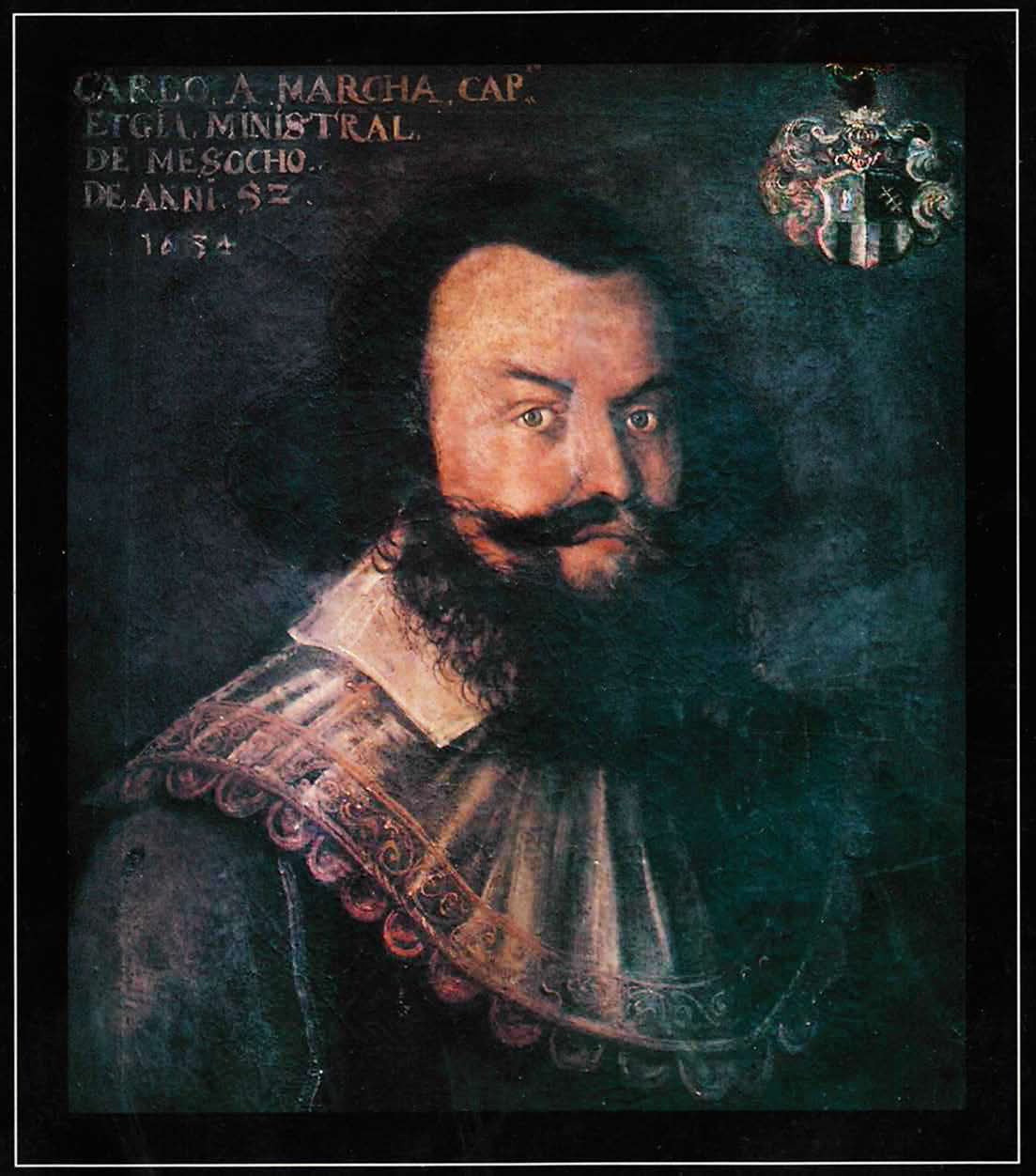
Carlo a Marca (1583–1640)

- Familie a Marca. Das bis heute bestehende Patriziergeschlecht ist schon 1365 und 1391 in der Gemeinde bezeugt. Mehrere Vertreter spielten eine bedeutende Rolle im öffentliches Leben des Misox und der Drei Bünde. Sie standen als Söldneroffiziere im Dienst von Frankreich und Venedig, waren Geistliche, öffentliche Notare, Kaufleute, Bankiers und Emigranten[6][7][3]
  - Nicolao a Marca (* um 1400 in Mesocco; † 1450 ebenda), kaiserlicher Notar im Misox[6][3]
  - Albert a Marca (* um 1470 in Mesocco; † 1492), Sohn des Nicolao, Statthalter des Misox unter Gian Giacomo Trivulzio[6]
  - Nicolao Donato a Marca (* um 1470 in Mesocco; † 1516 ebenda), Sohn des Nicolao, Vikar in der Gerichtsgemeinde Mesocco, Podestà von Traona (1512–1515)[8]
  - Antonio a Marca (um 1507–1558), Hauptmann im Dienst Frankreich, Landammann
  - Giacomo a Marca (*um 1553 in Mesocco; † 1602 ebenda ?), Architekt in Polen[9][3]
  - Giovanni a Marca (* um 1555 in Mesocco; † um 1602 ebenda), Oberst im Dienst Venedig, Vikar in der Gerichtsgemeinde Mesocco[7][3]
  - Nicolao a Marca (* um 1555 in Mesocco; † 1607 ebenda), Notar (1574–1607), Kaufmann, Bankier, Podestà im Tirano (1595–1597)[10]
  - Antonio a Marca (* um 1560 in Mesocco; † nach 1598 ebenda ?), Architekt in Polen[11][3]
  - Gaspare a Marca (* 1575 in Mesocco; † nach 1619), Podestà von Morbegno (1618–1619)[12][3]
  - Carlo a Marcha (* 1583 in Mesocco; † 1640 ebenda), Hauptmann im Dienste Venedigs und Frankreichs; Ministrale von Mesocco; verheiratet mit Anna Planta, Schwester des Tommaso a Planta[3]
  - Peter a Marca (* um 1600 in Mesocco; † 29. Juni 1662 in Paris), Enkel des Nicolao Donato, 1654 Erzbischof von Toulouse, 16. Februar 1662 Erzbischof von Paris[6]
  - Carlo a Marca (um 1622–1681), Hauptmann im Dienst der Serenissima Repubblica di San Marco, Landammann der Gerichtsgemeinde Mesocco, Landeshauptmann im Veltlin, Statthalter im Sondrio (1677–1679)
  - Giuseppe Maria a Marca (* 1651 in Mesocco; † 1707 ebenda), Syndikator im Veltlin und Statthalter im Sondrio seit 1679[13]
  - Giuseppe Maria a Marca (* 1694 in Mesocco; † 1739 ebenda), Notar in Mesolcina, Syndikator im Veltlin und Podestà im Piuro (1733–1735)[13]
  - Carlo Domenico a Marca (1725–1791), Konsul, Richter, Landammann, Podestà im Tirano (1771–1773), Präsident der Syndikatur in Veltlin (1781)
  - Giovanni Antonio a Marca (* 1739 in Mesocco; † 1813 ebenda), Bannerherr, Kommissar der Grafschaft Chiavenna 1789–1793[14]
  - Carlo a Marca (* 30. Dezember 1803 in Mesocco; † 4. Juli 1851 in Leggia), Oberstbrigadier, Landammann[15][3]
  - Carlo Corradino a Marca (* 3. Mai 1805 in Mesocco; † 24. November 1878 ebenda), Richter und Landammann, 1845 Bundesstatthalter für den Obern Bund[16]
  - Clemente Maria a Marca (1764–1819), Sohn des Carlo Domenico, Podestà von Teglio (1793–1795), Schweizer Politiker, Graubündner Grossrat, Richter, Landammann und Staatsrat
  - Giovanni Antonio Ludovico a Marca (* um 1785 in Mesocco; † nach 1812 ebenda?), Sohn des Clemente, Offizier in französischen, Hauptmann in piemontesischen Diensten, Landammann, Mitglied der Syndikatur im Veltlin, Präfekt des Distrikts Moësa während der Helvetische Republik, Richter und Präsident des Kantonsgerichts, Landrichter 1812, Abgeordneter zum Grossrat, Gesandter zur Tagsatzung nach Bern und Luzern[6]
  - Giuseppe a Marca auch Giuseppe Vittore genannt (1799–1866), Sohn des Clemente, Anwalt, Richter, Bündner Grossrat, Mitglied des Kleinen Rats sowie Landrichter des Grauen Bundes
  - Carlo a Marca (1803–1851), ein Schweizer Politiker, Landammann, Militär und Oberstbrigadier
  - Carlo Corradino a Marca (1805–1878), Richter und Landammann im Kreis Mesocco und Oberstleutnant
  - Andrea a Marca (* in Mesocco), Historiker, Archivar, Autor: Ferrovia;[17] er wohnt in Bellinzona[18] Vize-Präsident der Fondazione Archivio a Marca[19]

- Künstlerfamilie Fodiga.
  - Gaspare Fodiga (* um 1575 in Mesocco; † 1625 in Chęciny), Bildhauer, Architekt[20]
  - Sebastiano Fodiga (* um 1577 in Mesocco; † um 1625 ? in Chęciny), Bildhauer, Architekt[20]
  - Alberto Fodiga (* um 1579 in Mesocco; † um 1625 ? in Szydłowiec), Bildhauer, Architekt[21].

- Familie Toscano.[22]
  - Giacomo Toscano (* um 1510 in Mesocco; † nach 1553 ebenda), Podestà im Bormio (1551–1553)[23]
  - Gaspare Toscano (* um 1610 in Mesocco; † nach 1661 ebenda), Bannerherr in Misox, Statthalter im Sondrio (1659–1661)[24][3]

- Familie del Nigro (de Nigris) de Andergia.[25]
  - Gasparus de Andergia (um 1240–nach 1272), Adel, Grundbesitzer. Er versuchte, gegen Alberto de Sacco zu rebellieren, scheiterte und zahlte eine Geldstrafe von 1000 Lire.[3]
  - Gaspare del Nigro de Advocatis de Andergia (um 1380–vor 1438), Vater von Gaspare[3]
  - Alberto de Advocatis de Nigris (um 1400–nach 1439), Sohn des Gaspare del Nigro de Advocatis de Andergia. Anwalt und Notar, Herausgeber der alten Statuten des Misox von 1439.
  - Gaspare di Alberto del Negro (de Nigris) (um 1420–1482), Anwalt und Notar, im Auftrag von Gian Giacomo Trivulzio an den Wänden des Schlosses von Mesocco aufgehängt.[3]
  - Antonio de Nigris genannt Zanon (* um 1565 in Mesocco; † nach 1607 ebenda), Podestà von Teglio (1605–1607)[26]

- Adelsfamilie Trivulzio.
  - Gian Giacomo Trivulzio (1442–1518), Marschall von Frankreich, Freiherr der Lega Grigia
  - Giangiacomo Teodoro Trivulzio (auch Giangiacomo Teodoro Vivulzio oder Teodor Trivulzio; 1596 oder 1597–1656), italienischer Politiker Fürst von Misox und Kardinal der Römischen Kirche.

- Guglielmo Bovollino (* um 1445 in Mesocco ?; † nach 1493 ebenda), Baumeister[27][3]
- Martino Bovollino (* um 1470–1531), Notar, Politiker, Dichter, Vicar des Veltlins in Sondrio
- Remo Fasani (1922–2011), Lyriker, Literaturkritiker, ehemaliger Dozent in der Universität Neuenburg, Übersetzer und Essayist
- Alessandro Torriani (1924–2002), Schweizer Offizier, Instruktionsoffizier der Infanterie, Brigadier und ehemaliger Kommandant der Territorialzone 9.